# بيتر هال (لاعب كرة قدم)
بيتر هال (بالإنجليزية: Peter Hall)‏ (29 سبتمبر 1939 في المملكة المتحدة - ) هو لاعب كرة قدم بريطاني في مركز جناح ‏. لعب مع بورت فايل وستوك سيتي ونادي بورنموث ونادي غيلينغهام ونادي مارغيت ويوفل تاون وBedford Town F.C. ‏.